# Simsala Grimm
Simsala Grimm est une série télévisée d'animation allemande en 52 épisodes de 25 minutes, créée par Claus Clausen, Stefan Beiten et André Sikojev et diffusée en deux phases : entre le 1er novembre 1999 et le 21 juillet 2000, puis à partir de décembre 2010 sur KI.KA.
En France, la série a été diffusée à partir du 11 février 2003 sur France 5 dans Midi les Zouzous puis sur TiJi et rediffusée sur cette même chaine à partir de juillet 2011 dans Zouzous.
Simsala Grimm est une adaptation des contes des frères Grimm publiés au début du XIXe siècle.

## Synopsis
Deux étranges animaux, Yoyo et Doc Croc, nous présentent les contes légendaires des frères Grimm. Les deux comparses participent au déroulement de l'intrigue et prêtent main-forte aux différents protagonistes. Chaque épisode est adapté de différents contes des frères Grimm (Le Petit Chaperon rouge), quelques-autres proviennent de Charles Perrault (Le Chat botté), d'Andersen (La Petite Sirène), des Mille et une nuits (Aladin), ou du conte populaire anglais (Jack et le Haricot magique).

## Production
- Le producteur Gerhard Hahn a également produit le film d'animation Astérix et les Indiens.
- Les voix françaises ont été changées entre les deux saisons.

## Fiche technique

### Saison 1
- Sociétés de production : Greenlight Media, Hahn Film et NDR
- Producteur : Gerhard Hahn
- Producteurs exécutifs : André Sikojev, Claus Clausen et Stefan Beilen
- Producteur associé : Nikolaus Weil
- Directeur production : Gerhard Hahn
- Réalisateur : Chris Doyle
- Directeurs artistique : Richard Zaloudek et Claus Clausen
- Story-boarder : Andy Kelly
- Responsable scripte : Richard Everett et Armin Prediger
- Responsable dessins : Julian Göthe
- Responsable décors : Lazlo Szilasyl
- Responsable animation : Thierry Torres
- Animateur 3D : Sascha Borchert
- Musique : Harry Schnitzler, Jens Busch, Karsten Sahling et Nicholas Varley
- Chansons : David Weisner, Gary Wallis, Toby Chapman, Harry Schnitzler et Grégor Prächt
- Générique début : Harry Schnitzler, Jens Busch et Armer Cosca
- Générique fin : Claude Lombard[1]

### Saison 2
- Sociétés de production : Millimages, Magma Films et Greenlight Media
- Producteurs délégués : Roch Lener, Ralph Christians, Stefan Beiten, Nikolaus Weil et André Sikojev
- Producteurs exécutifs : Moe Honan, Marc Dhrami, Michael Henrichs et Katja Wagner
- Réalisateur : Eunice A. Ellis
- Directeur écriture : Armin Prediger
- Coordinateurs écriture : Sally Ann O'Reilly et Juliette Turner
- Direction de doublage : Bernard Jung (dialogues), Claude Lombard et Patrice Schreider (chansons)
- Adaptateurs dialogues : François Bercovici, Nevem Alokpah, Marianne Rabineau et Loïc Espinosa
- Directrice décors : Domonique Glacomoni
- Superviseur animation : Yu Fang Perreau
- Monteurs : Laure Baudoin et Thomas Belair
- Musique : Harry Schnitzler, Jens Busch, Karsten Sahling et Nicholas Varley
- Chansons : David Weisner, Gary Wallis, Toby Chapman, Harry Schnitzler et Grégor Prächt
- Générique début : Harry Schnitzler, Jens Busch et Armer Cosca
- Générique fin : Claude Lombard[1]

## Voix originales
- Nigel Greaves : Yoyo
- Nigel Pigram : Doc Croc

## Voix françaises

### Saison 1
- Olivier Jankovic : Yoyo
- Pierre Baton : Doc Croc
- Alexandre Olivier
- Mélody Dubos
- Gérard Sergue
- Julie Carli : les petits garçons, les sorcières et toutes les mères
- Thierry Kazazian : le roi Truc Machin
- Julien Chatelet : Le loup (Le Petit Chaperon rouge)

### Saison 2
- Patrick Pellegrin : Yoyo
- Yann Pichon : Doc Croc
- Patrick Béthune : le narrateur
- Vincent de Boüard : Pinocchio, Aladdin, Jack
- Emmanuel Gradi : le Hérisson, Jean le Bienheureux
- Antoine Tomé : Jean de Fer
- Julien Chatelet : la Bête, Papa Ours
- Jessie Lambotte : le Rossignol
- Bernard Jung, Patrick Noérie, Tony Joudrier : voix additionnelles

## Épisodes

### Première saison (1999-2000)
1. Le Roi Truc Machin (König Drosselbart). C’est l’histoire de la princesse Constance, forcée par son père à épouser un pauvre ménestrel. Mais ce dernier n’est peut être pas celui qu’il prétend…
2. Le Vaillant Petit Tailleur (Das tapfere Schneiderlein). C’est l’histoire d’un vaillant petit tailleur, qui bien décidé à épouser la belle princesse, va surmonter tous les dangers…
3. Le Loup et les Sept Chevreaux (Der Wolf und die sieben Geißlein). C’est l’histoire d’un loup végétarien, seul de sa meute, à ne pas vouloir manger les sept chevreaux du voisinage…
4. Le Maître-voleur (Der Meisterdieb). Un voleur tombe amoureux : grossière erreur. Pire : il en vient à regretter d’avoir volé la bague en or de sa bien-aimée. Lorsqu’il tente de la lui rendre, il est fait prisonnier. Le seul moyen d’éviter la potence est de relever trois défis. Il doit tout d’abord dérober le cheval préféré du comte, puis subtiliser le drap de la comtesse pendant son sommeil et enfin, pire encore, il doit faire disparaître le curé et le sacristain de l’église. Heureusement, ses deux amis Yoyo et Doc Croc sont là pour l’aider…
5. Les Trois Cheveux d'or du Diable (Der Teufel mit den drei Goldenen Haaren)
6. Les Six Serviteurs (Die sechs Diener)
7. Tom Pouce (Der Däumling)
8. Raiponce (Rapunzel)
9. Hansel et Gretel (Hänsel und Gretel)
10. Le Goût de la peur (Von einem, der auszog, das Fürchten zu lernen)
11. Le Chat botté (Der gestiefelte Kater)
12. Oustroupistache (Rumpelstilzchen)
13. Frère et Sœur (Brüderchen und Schwesterchen)
14. Le Petit Chaperon rouge (Rotkäppchen)
15. Les Musiciens de Brême (Die Bremer Stadtmusikanten)
16. Table, mets le couvert ! (Tischlein deck dich)
17. Jean, le fidèle (Der treue Johannes)
18. La Belle au bois dormant (Dornröschen)
19. La Lumière bleue (de) (Das blaue Licht)
20. Blanche-Neige et les Sept Nains (Schneewittchen)
21. Les Six Cygnes (Die sechs Schwäne)
22. La Gardienne d'oies (Die Gänsemagd)
23. Le Roi Grenouille (Der Froschkönig)
24. Cendrillon (Aschenputtel)
25. La Boule de cristal (de) (Die Kristallkugel)
26. Les Deux Princesses (Die Gänsehirtin am Brunnen)

### Deuxième saison (2010-2011)
Les titres des épisodes sont donnés chronologiquement selon leur ordre de production.
1. Jack et le Haricot magique (Hans und die Bohnenranke)
2. Boule de Poils (Allerleirauh)
3. Le Lièvre et le Hérisson (de) (Der Hase und der Igel)
4. Le Vieux Sultan (Der alte Sultan)
5. Dame Hiver (Frau Holle)
6. Les Trois Petits Cochons (Die drei kleinen Schweinchen)
7. Les Quatre Frères habiles (de) (Die vier kunstreichen Brüder)
8. Duel de Magiciens (de) (Der Zauberer Wettkampf)
9. Le Rossignol (Die Nachtigall)
10. La Belle et la Bête (Die Schöne und das Biest)
11. Les Habits neufs de l'empereur (Des Kaisers neue Kleider)
12. Le Tambour (de) (Der Trommler)
13. Les Trois Plumes (Die drei Federn)
14. L'Homme à la peau d'ours (de) (Der Bärenhäuter)
15. Les Douze Princesses (Die zertanzten Schuhe)
16. Le Calife Cigogne (de) (Kalif Storch)
17. Jean de Fer (Der Eisenhans)
18. Jean le Bienheureux (Hans im Glück)
19. Petit Mouk (de) (Der kleine Muck)
20. Pinocchio (Pinocchio)
21. Boucle d'Or (Goldlöckchen und die drei Bären)
22. Blanche-Neige et Rose-Rouge (Schneeweißchen und Rosenrot)
23. Aladin (Aladin und die Wunderlampe)
24. Le Chant Léger de l'Alouette (Das singende springende Löweneckerchen)
25. Jorinde et Joringel (Jorinde und Joringel)
26. La Petite Sirène (Die kleine Meerjungfrau)

## Produits dérivés

### Sorties vidéos
Tous les épisodes qui composent la première saison sont sortis en DVD. Ils ont été répartis sur 13 volumes publiés entre 2006 et 2008.
| Saison | Volume  | Episodes                                            | Support | Sortie          |
| ------ | ------- | --------------------------------------------------- | ------- | --------------- |
| 1      | 1       | Tom Pouce / Le loup et les sept chevreaux           | DVD (1) | 4 décembre 2007 |
| 1      | 2       | Le vaillant petit tailleur / Le roi Truc Machin     | DVD (1) | 4 décembre 2007 |
| 1      | 3       | Hansel et Gretel / Les trois cheveux d'or du Diable | DVD (1) | 4 décembre 2007 |
| 1      | 4       | Raiponce / Les six serviteurs                       | DVD (1) | 4 mars 2008     |
| 1      | 5       | Le chat botté / Frère et sœur                       | DVD (1) | 4 mars 2008     |
| 1      | 6       | Les Musiciens de Brême / Oustroupistache            | DVD (1) | 4 mars 2008     |
| 1      | 7       | Le Petit Chaperon rouge / Le goût de la peur        | DVD (1) | 4 mars 2008     |
| 1      | 8       | Le roi Grenouille / La boule de cristal             | DVD (1) | 10 juillet 2008 |
| 1      | 9       | Cendrillon / La gardienne d'oies                    | DVD (1) | 10 juillet 2008 |
| 1      | 10      | Blanche-Neige / Jean, le fidèle                     | DVD (1) | 10 juillet 2008 |
| 1      | 11      | Les six cygnes / Le maître voleur                   | DVD (1) | 10 juillet 2008 |
| 1      | 12      | Les deux princesses / Table, mets le couvert !      | DVD (1) | 10 juillet 2008 |
| 1      | 13      | La Belle au bois dormant / La lumière bleue         | DVD (1) | 10 juillet 2008 |
| 1      | Coffret | Regroupe les volumes 1, 3 et 9                      | DVD (3) | 3 août 2011     |